# Mohamed Amine Aït Zeggagh
Mohamed Amine Aït Zeggagh est un footballeur algérien né le 10 mars 1979 à Oran. Il évoluait au poste de gardien de but.

## Biographie
Il évolue en Division 1 avec les clubs du MC Oran, de l'ASM Oran, du CA Bordj Bou Arreridj, et enfin de l'OMR El Anasser.

## Palmarès
- Vice-champion d'Algérie en 2000 avec le MC Oran.
- Finaliste de la Coupe de la Ligue en 2000 avec le MC Oran.
- Accession en Ligue 1 en 2006 avec l'ASM Oran.